# 蜷川親敬
蜷川 親敬（にながわ ちかのり）は、江戸時代後期の旗本、明治時代初期の逓信技手。通称は邦之助。

## 生涯
禄高1200石の旗本・滝川具近の四男として生まれた。公称の生年は天保11年（1840年）であるが、享年から逆算すると天保13年（1842年）生まれである。幕末に大目付を務めて鳥羽・伏見の戦いの開戦にかかわった滝川具挙は実兄に当たる。
安政7年（1860年）2月、禄高500石の旗本・蜷川家を継承していた兄の親従が嗣子なく病死したため、末期養子となって跡を継いだ。この蜷川家は室町時代に丹波国に所領を持ち室町幕府政所代を世襲した蜷川新右衛門家（旗本5000石）とは別系統で、戦国時代まで蜷川氏の苗字の地である越中国新川郡蜷川（現在の富山市）に留まっており、16世紀後半に没落したものの17世紀後半になって書札礼を伝承した蜷川親熈が徳川綱吉の右筆に取り立てられたことで旗本になった家系である。
文久元年（1861年）8月、小姓組に入番。翌9月には勘定奉行兼外国奉行・竹内保徳の娘との縁組を許可された。
元治元年（1864年）、徒頭に任命され、慶応2年（1866年）8月、将軍徳川家茂死後の幕府軍制改革で禄高100俵以下の御家人（徒組等）により幕府陸軍の銃隊が編成されると、銃隊頭並に任命された。
慶応3年（1867年）11月（大政奉還の翌月）、歩兵頭並に転任した。この頃、実家である駿河台の滝川具挙邸で兄一家と同居しており、滝川家の隣人であった勘定奉行小栗忠順の慶応3年の日記には、蜷川邦之助が甥（具挙の長男）で伝習隊将校の滝川充太郎とともに小栗家をしばしば訪問していたことが記録されている。
慶応4年（1868年）3月、江戸開城が決まると歩兵頭並を罷免され、静岡藩を与えられた徳川亀之助に従って静岡に移住した。
廃藩置県後は東京に戻り、明治5年（1872年）に工部省に出仕。逓信省の前身となる電信寮で、お雇い外国人の技術者とともに各地に出張して電信架設に従事した。この頃、氏名を「蜷川敬」に改めている。
明治19年（1886年）、函館逓信管理局の5等技手となるが、明治20年（1887年）に病死した。享年46。東京都渋谷区恵比寿南の松泉寺に葬られた。
蜷川家は娘婿が養子となって継承しており、子孫は家伝の文書を国文学研究資料館に寄贈している。